# Danny Byrd
Danny Byrd (* 4. Mai 1979 in Bath, England) ist ein britischer Drum-and-Bass-DJ.

## Biografie
Byrd hatte bereits mit 17 Jahren einen ersten DJ-Erfolg, als er mit seinem Track Manhattan erste Aufmerksamkeit erregte. 2000 unterschrieb er bei Hospital Records und veröffentlichte über die Jahre zahlreiche Aufnahmen. Sein erstes Album erschien 2008 und trug den Titel Supersized.
Den Durchbruch in den UK-Charts hatte er 2010. Eine Neubearbeitung des Hits Sweet Harmony von Liquid aus dem Jahr 1992 kam im Februar des Jahres in die Charts. Im Oktober folgte der Titel Ill Behaviour, der auf einem Sample von Renegade Master von Wildchild enthält. Damit schaffte er es sogar in die Top 40. Beide Stücke stammten von seinem zweiten Album Rave Digger, das es Ende 2010 ebenfalls in die britischen Charts schaffte.
Im Juni 2013 veröffentlichte Danny Byrd sein drittes Studioalbum, Golden Ticket mit den Singles Grit/Love You Like This und 4th Dimension/Bad Boy (Back Again).

## Diskografie
Alben
- Supersized (2008)
- Rave Digger (2010)
- Golden Ticket (2013)
- Atomic Funk (2018)

Singles
- Red Mist (featuring IK, 2009)
- Sweet Harmony (featuring Liquid, 2010)
- Ill Behaviour (featuring I-Kay, 2010)
- We Can Have It All (2010)
- Tonight (featuring Netsky, 2011)
- Grit (featuring Roni Size)/Love You Like This (2013)
- 4th Dimension/Bad Boy (Back Again) (2013)
- Hold Up the Crown (feat. Ky Lenz) (2018)